# Bactrocera magnicauda
Bactrocera magnicauda
 es una especie de díptero que White y Neal L. Evenhuis describieron por primera vez en 1999. Bactrocera magnicauda pertenece al género Bactrocera de la familia Tephritidae.  